# Furry Lewis
Furry Lewis, pseudonimo di Walter E. Lewis (Greenwood, 6 marzo 1893 – Memphis, 14 settembre 1981), è stato un cantante e chitarrista statunitense.
Fu uno dei primi musicisti blues degli anni venti a venire riscoperto e rilanciato con grande successo negli anni sessanta durante il periodo di blues e folk revival.

## Biografia
Furry, nomignolo con cui veniva chiamato sin dall'infanzia dai suoi amici, nacque a Greenwood, nel Mississippi; i suoi genitori erano Victoria e Walter Lewis, entrambi mezzadri, ma non conobbe mai il padre in quanto questi lasciò la famiglia prima della sua nascita.
Quando aveva sette anni Furry si trasferì assieme alla madre e alle due sorelle a Memphis, Tennessee.
Sin da piccolo il suo interesse principale era la musica; iniziò a dedicarsi allo studio dapprima dell'armonica a bocca e in un secondo tempo della chitarra, che si costruì da solo; successivamente menzionò come suo mentore nell'insegnamento tale "Blind Joe". Ancora molto giovane iniziò a esibirsi per strada ed ebbe l'occasione di suonare assieme a W. C. Handy il quale, apprezzandone l'abilità, decise di regalargli la sua prima chitarra vera, una Martin. Quando era ancora adolescente lasciò casa per esibirsi nei Medicine Shows, delle esibizioni itineranti nelle quali principalmente vendeva oli e medicine e si esibiva in sketch in stile vaudeville. Fu comunque un periodo importante per la sua formazione musicale, in quanto ebbe l'opportunità di incontrare musicisti come Alger "Texas" Alexander, Blind Lemon Jefferson e Memphis Minnie.
Intorno agli inizi degli anni venti decise di fare ritorno a Memphis dove riprese la sua attività di musicista per strada e nei club della famosa Beale Street, collaborando talvolta con le jug band locali, tra le quali la Gus Cannon's Jug Stompers e la Memphis Jug Band, e con Jim Jackson; nel 1923 ottenne un posto di lavoro al Dipartimento Sanitario di Memphis, mestiere che continuò a svolgere per i successivi quarantatré anni.
Verso la fine del decennio registrò diverso materiale principalmente per la Vocalion e Victor Records, tra cui le canzoni Kassie Jones, Stack-O-Lee e John Henry. Durante il periodo della Grande depressione Furry Lewis dovette mettere in secondo piano la sua carriera musicale e benché abbia continuato a suonare per strada non registrò altro materiale.
Nel 1959 venne riscoperto da Samuel Charters; gli anni sessanta videro il rilancio della sua carriera e riuscì a ottenere un buon successo commerciale e popolare. Ebbe l'opportunità di aprire concerti per i Rolling Stones e di andare in tournée con Leon Russell. 
Gli anni settanta confermarono questo successo anche internazionalmente; ottenne inoltre una parte nel film di Burt Reynolds Un uomo da buttare (W.W. and the Dixie Dancekings) e fece un'apparizione al Tonight Show di Johnny Carson.
Nel 1976 Joni Mitchell gli dedicò la canzone Furry Sings the Blues, contenuta nell'album Hejira.
Negli ultimi anni la sua vista era peggiorata a causa della cataratta; in seguito si ammalò di polmonite, malattia che lo portò alla morte nel 1981.
È stato sepolto all'Hollywood Cemetery a Memphis.